# Expo '75
De Expo '75 (Japans: 沖縄国際海洋博覧会, Okinawa kokusai kaiyou hakurankai) was de 20ste gespecialiseerde tentoonstelling die werd erkend door het Bureau International des Expositions. De tentoonstelling werd gehouden op het Japanse eiland Okinawa.

## Geschiedenis
Aanzet tot de tentoonstelling was de teruggave van Okinawa door de Verenigde Staten aan Japan in 1972. Het thema was oceanen waarbij oceanografie, het leven in de zee en culturen rond de oceaan aan de orde kwamen. Het motto was De zee zoals we die zouden willen zien. Als locatie werd gekozen voor de westpunt van het schiereiland Motobu met een totaal oppervlak, zowel op land als in zee, van 101 hectare. 33 landen, 5 Japanse bedrijven en 3 Japanse en 3 internationale organisaties namen deel. De openingstoespraak werd gehouden door de Amerikaanse auteur James A. Michener.

## Het terrein
Het terrein was opgedeeld in vier clusters met elk een eigen thema:

### Visserij
- Iraanse paviljoen
- Paviljoen van Sumitomo
- Het Aquarium van Okinawa
- Dolfijnen land
- Expo future car (C.V.S.)

### Volkeren en geschiedenis
- Internationaal paviljoen 1
- Paviljoen van Okinawa
- EXPO hal
- Paviljoen van Hitachi
- Oceanis Culture Museum - Audio visuele presentatie, planetarium en een tentoonstellingshal met schepen en culturele voorwerpen van de eilanden in de Stille Oceaan
- Paviljoen van Mitshubishi (onderwater technieken)
- International paviljoen 2

### Wetenschap en techniek
- World Ocean systems, theater in de vorm van een walvis
- Mistui kinder paviljoen
- Paviljoen van de Fuyo groep met onderwater robots en zwevende tuinen
- Paviljoen van de Verenigde Staten
- Aquapolis
- Paviljoen van Canada
- Paviljoen van Australië
- Paviljoen van Italië
- Paviljoen van de Sovjet-Unie
- Expo New City Car (K.R.T)

### Schepen
- Internationaal paviljoen 3
- Midori Icerama paviljoen
- EXPo haven
- Ontvangst ruimte

Daarnaast was er een EXPO strand en een pretpark EXPO land.

## Hoogtepunten

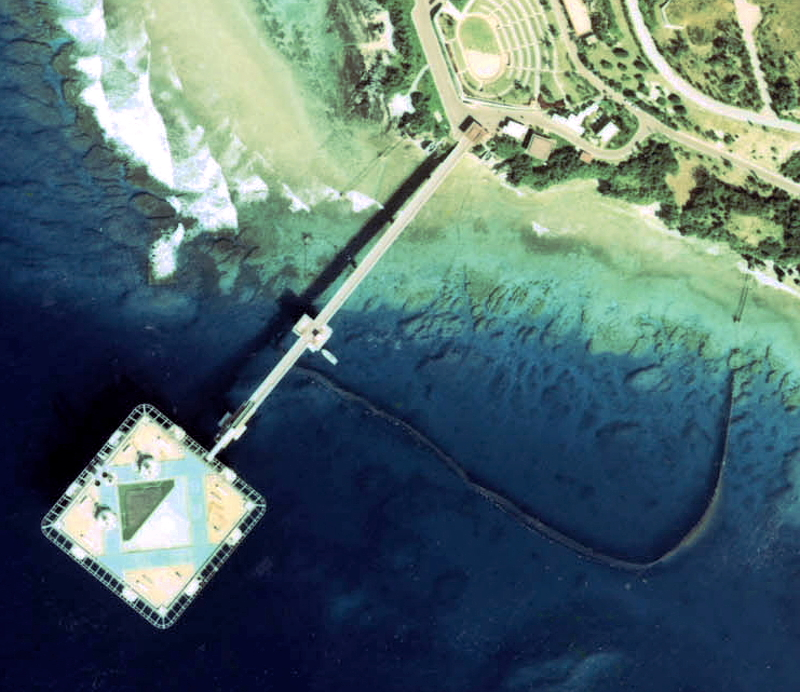
De Aquapolis voor de kust

Middelpunt van de tentoonstelling werd gevormd door de Aquapolis, een drijvende stad ontworpen door de Japanse architect Kiyonori Kikutake. Het idee is ontstaan als concept voor een harmonisch menselijk leven op de oceaan en een prototype voor woongemeenschappen op zee. De Aquapolis is gebouwd op een scheepswerf in Hiroshima en vervolgens naar Okinawa gesleept. De Aquapolis was 32 meter hoog met een dek van 100 m2. De Japanse regering droeg de kosten van de Aquapolis, 13 miljard Yen.
Het vervoer op de Expo werd verzorgd door twee automatische vervoerssystemen die ieder gebruik maakten van elektrische voertuigen. De Expo New City Cars (KRT) had drie stations langs een 3,7 km lang traject. Aan de noordkant van het terrein verzorgde Expo Future Cars (CVS) de verbinding tussen Visserij en Expo land, met vijf stations langs het traject.

## Na de Expo
Na de Expo werd het terrein het Okinawa Commemorative National Government Park (国営沖縄記念公園). De meeste tentoongestelde objecten zijn na de tentoonstelling verwijderd. De Aquapolis bleef wel toegankelijk voor publiek en uiteindelijk kwamen er nog vier miljoen bezoekers. In de loop der tijd namen de bezoekers aantallen af en in 1993 werd de aquapolis gesloten. In 2000 is hij naar een sloper in Shanghai gesleept. Op het terrein zijn later een Aquarium en een Arboretum gebouwd.